# Hagnéville-et-Roncourt
Hagnéville-et-Roncourt é uma comuna francesa na região administrativa de Grande Leste, no departamento de Vosges. Estende-se por uma área de 8,55 km². Em 2010 a comuna tinha 88 habitantes (densidade: 10,3 hab./km²).